# Olympus Stylus Tough 6000
Le Stylus Tough 6000 d'Olympus est un compact numérique résistant à l'eau et aux chocs commercialisé à partir de janvier 2009.